# Абрамян, Альберт Саркисович
Альберт Саркисович Абрамян (13 мая 1919, Андижан — 15 февраля 1995, Москва) — советский гимнаст, заслуженный мастер спорта СССР (1951). Судья всесоюзной категории (1957).

## Биография
Родился в 1919 году в Андижане.
Окончил Государственный университет просвещения. С ноября 1940 года в рядах Красной Армии. Награждён медалью «За победу над Германией в Великой Отечественной войне 1941—1945 гг.».
В 1949 году получил звание мастера спорта СССР, а в 1951 году — заслуженного мастера спорта СССР.
На соревнованиях представлял московское «Динамо».

## Достижения
- Чемпион СССР в вольных упражнениях (1949, 1950), серебряный призёр в вольных упражнениях (1948), бронзовый призёр в вольных упражнениях (1947)